# Невен (буњевачки лист)
Невен је био буњевачки лист за културу и политику, који је излазио с прекидима од 1884. до 1941. године, мењајући притом место излажења, уреднике, власнике, политички правац. Прво је излазио у Баји, затим у Сомбору, а на концу у Суботици.

## Историјат
„Невен“ је покренуо велики буњевачки родољуб, учитељ у културни прегалник Мијо Мандић(1857-1945). Први број је изашао у Баји 15. јануара 1884. године. Уређивао га је у некада етнички доминантном буњевачком бачком селу Каћмару и издавао у оближњој Баји. „Невен“ је био штампан икавицом и латиничким писмом. Био је то лист који се првенствено намењен бачким Буњевцима. Окупљао је буњевачку интелигенцију и радио на буђењу националне свести бачких Буњеваца. У прво време излазио је месечно да би касније постао недељник. 
Кад је Мандић 30. октобра 1892. учитељским послом прешао у Суботицу, са њим је прешао и „Невен“. Међутим, по наредби просветних власти морао је се одрекне уређивања свога „Невена“. Од тада „Невен“ формално уређује Перо Скендеровић, али заправо и надаље га уређује Мијо Мандић. 
За време Првог светског рата Мандићев „Невен“ није излазио. После распада Аустроугарске Буњевачко-српски народни одбор у Суботици покренуло је „Невен“ 17. новембра 1918. као дневник. Као дневник „Невен“ излази до 21. децембра 1921. Међутим, у међувремену је пао у руке буњевачких снага, које су основале Буњевачко-шокачку странку, па је претворен у гласило исте. Од 18. јануара 1922. излази као недељник. Током 1923. није излази. Поново је покренут крајем 1924. као недељник и као такав излазио је до 1930, када је услед финансијских разлога почео нередовно излазити. Престао је излазити почетком 1932. Поново је покренут 15. фебруара 1935. као месечник у издању и власништву прорежимски расположеног новинара Јосе Шокчића, који га је уређивао све до почетка 1940. године. Крајем 1940. Шокчић је предао право на издавање Невена суботичком жупнику Блашку Рајићу.